# Alexandre Martin
Pour les articles homonymes, voir Albert et Martin.
Alexandre-Albert Martin, dit Alexandre Martin, né le 27 mars 1815 à Bury (Oise) et mort le 27 mai 1895 à Mello (Oise), est un homme politique français connu pour son engagement socialiste lors de la Révolution de 1848. Surnommé par ses contemporains "l'ouvrier Albert" en raison de ses origines ouvrières, il sera l'un des dirigeants du gouvernement provisoire de 1848 avec Louis Blanc, Adolphe Crémieux, etc. et deviendra le vice- président de la Commission du Luxembourg.  

## Biographie
Fils de cultivateur, Alexandre Martin apprend l'état de mécanicien modeleur chez l'un de ses oncles. À quinze ans, il participe à l'insurrection des Trois Glorieuses. En raison d'une confusion avec son homonyme Antide Martin, on lui attribue à tort un rôle dans la fondation du journal lyonnais "La Glaneuse", en 1832. En réalité, Alexandre Martin entre dans les sociétés secrètes républicaines à Paris : Familles, Saisons puis Nouvelles Saisons dont il devient le chef peu avant la Révolution de 1848.

### Durant la Seconde République
Quand éclate la Révolution de février 1848, Albert est ouvrier chez M. Jean-Félix Bapterosses, fabricant de boutons. Il prend les armes le 23 février et, le 24 au soir, porté par sa réputation d'écrivain révolutionnaire et de travailleur ainsi que par son amitié avec Louis Blanc, il est nommé au sein du gouvernement provisoire. Albert avait participé en outre avec Louis Blanc à la campagne des Banquets. Premier membre d'un gouvernement français issu de la classe ouvrière,, il a cependant toujours contesté le titre d'« ouvrier Albert ».
Devenu vice-président de la Commission du Luxembourg, une organisation ouvrière et patronale ayant pour but de former un ministère du Travail, il approuve la politique de Louis Blanc, son allié socialiste. Après une brève présidence de la commission des récompenses nationales, il est élu représentant du peuple à l'Assemblée constituante dans le département de la Seine par 133 041 voix sur 215 000 votants ; il quitte son poste après quelques jours. Il arrive toutefois à la commission du Luxembourg comme vice-président, mais les élections d'avril sont un triomphe pour les républicains modérés et il est exclu du gouvernement. Le 15 mai, une violente manifestation populaire provoque une réaction de la Garde nationale. Albert, qui était à sa tête, est arrêté et emprisonné à Vincennes. 

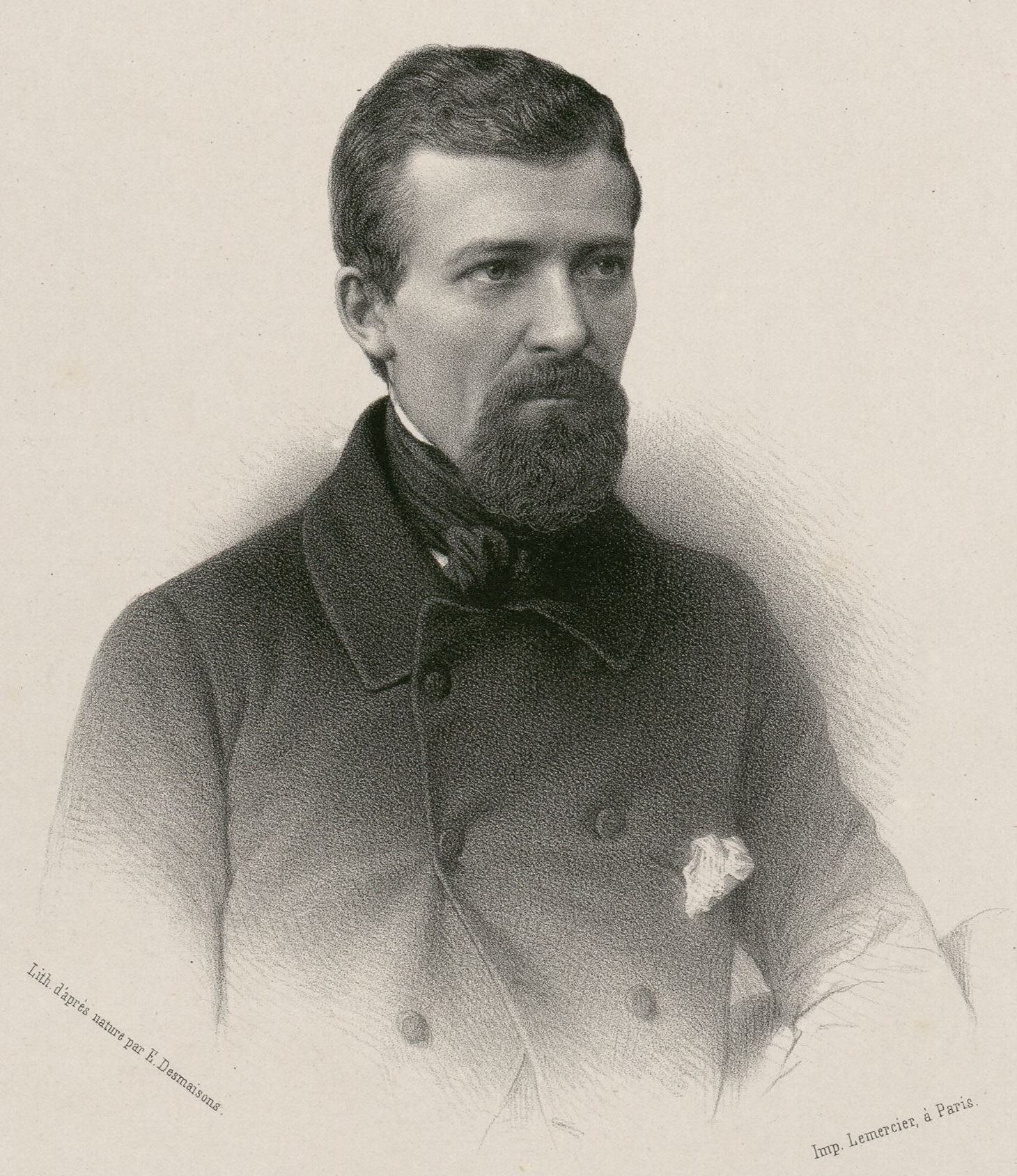
Alexandre-Albert Martin, dit « l'ouvrier Albert », en 1848, lith. de Émile Desmaisons

### Le Second Empire
Lors de son procès devant la Haute Cour de justice de Bourges, l’année suivante, il refuse de se défendre, considérant le tribunal comme incompétent. Reconnu coupable, il est déporté à la citadelle de Belle-Île, où il reste quatre ans, puis incarcéré à la prison de Tours pendant cinq ans. 
Amnistié en 1859, il travaille à Paris comme inspecteur du matériel et de l'outillage de la Compagnie parisienne du gaz, mais se tient à l’écart de la vie politique. En 1870, le gouvernement de la Défense nationale le nomme à la commission des Barricades. Il est battu en 1871 aux élections à l'Assemblée nationale. En 1879, il essaie une dernière fois de se faire élire au Sénat, mais sans succès.

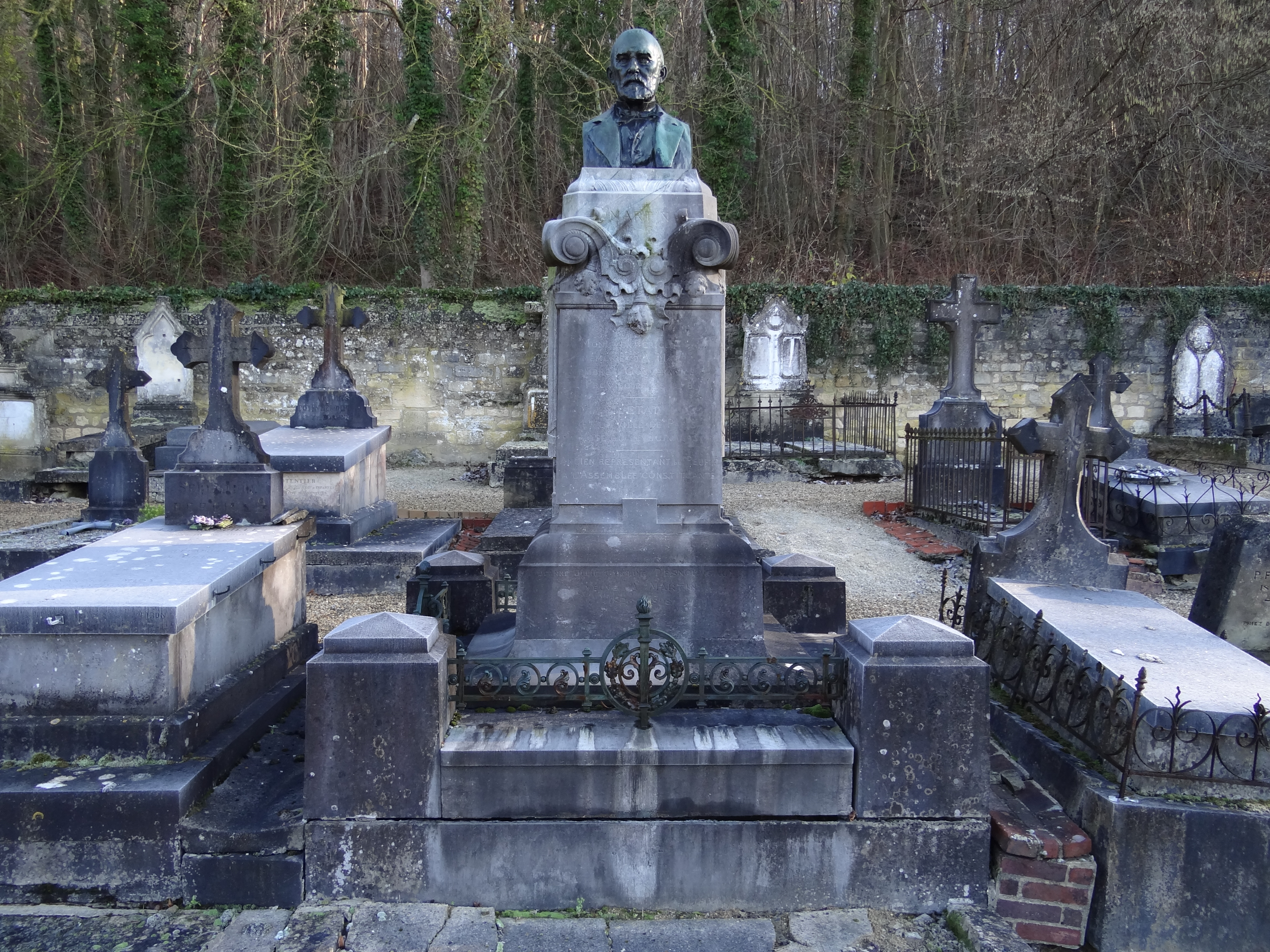
La tombe d'Alexandre Martin au cimetière de Mello (Oise).

À sa mort en 1895, le gouvernement lui accorde des obsèques nationales. Il est enterré au cimetière de Mello où sa tombe est surmontée d'un buste d'Auguste Seysses.
L'année suivante, la ville de Paris donne son nom à une rue du 13e arrondissement.

## Sources
- Gustave Vapereau, Dictionnaire universel des contemporains
- « Alexandre Martin », dans Adolphe Robert et Gaston Cougny, Dictionnaire des parlementaires français, Edgar Bourloton, 1889-1891 [détail de l’édition]